# 1998 في تايلاند
فيما يلي قوائم الأحداث التي وقعت خلال عام 1998 في تايلاند.

## رياضة
- 1 يناير – الدوري التايلاندي الممتاز 1998 الفائز BBCU F.C. [الإنجليزية]‏.

## مواليد

### مارس
- 8 مارس – تشاكون فيلاكلانغ لاعب كرة قدم تايلندي.

### مايو
- 22 مايو – سوباتشوك ساراتشارت لاعب كرة قدم تايلندي.

### ديسمبر
- 1 ديسمبر – سوباتشاي جايديد لاعب كرة قدم تايلاندي.

## وفيات

### مايو
- 6 مايو – شانيشاي شونهافان (مواليد 1920)